# Ангелокастро
Ангелокастро (грец. Αγγελόκαστρο — Замок Ангела; вен. Castel Sant'Angelo — Замок Святого Ангела) — візантійський замок на острові Керкіра (Корфу), Греція. Він розташований на найвищому місці берегової лінії острова на північно-західному узбережжі поблизу Палеокастриці та побудований на скелястій місцевості. Він стоїть висоті 305 м на крутій скелі над морем і обстежує місто Керкіра (Корфу) та гори материкової Греції на південному сході та широку область Корфу на північний схід і північний захід.

## Історія

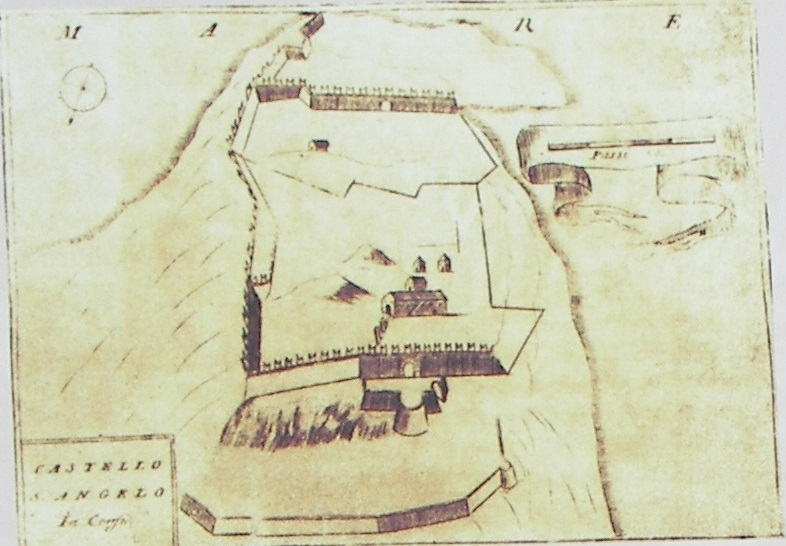
Стара карта замку

Ангелокастро — один з найважливіших укріплених комплексів Корфу. Це була точка з якої здійснювався нагляд за регіоном аж до південної Адріатики.
Ангелокастро утворив оборонний трикутник із замками Гардікі та Кассіопі, який охоплював оборону Корфу на південь, північний захід та північний схід.
Замок ніколи не був захоплений, незважаючи на часті облоги та спроби його завоювання протягом століть, і відіграв вирішальну роль у захисті острова від піратських набігів та під час трьох облог Корфу османами, значною мірою сприяючи їх поразці.
Під час навали замок слугував притулком місцевим селянам. Селяни також боролися проти окупантів та грали активну роль в обороні замку.
Точний період будівництва замку не відомий, але його часто відносять до правління Михайла I Комненоса та його сина Михайла II Комненоса. Перші документальні свідчення про фортецю датуються 1272 р., коли Джордано ді Сан Феліче заволодів нею для Карла Анжуйського, який захопив Корфу у короля Сицилії Манфреда в 1267 році.
З 1387 по кінець XVI століття Ангелокастро був офіційною столицею Корфу і резиденцією генерала дель Леванте, губернатора Іонічних островів і командира венеційського флоту, який розміщувався в Корфу.
Губернатора замку (каштеляна) зазвичай призначала міська рада Корфу і він обирався серед шляхтичів острова.
Ангелокастро вважається одним із найпомітніших архітектурних фортефікаційних пам'яток на Іонічних островах, поряд із замком Кассіопі, замком Гардікі та двома венеційськими фортецями міста Керкіри — Старої фортецею та Новою фортецею.

## Візантійська епоха
Під час розкопок у 1999 році віднайдено дві ранньохристиянські плити та інші знахідки були виявлені на вершині акрополя, що свідчить про те, що місце було окуповане і, можливо, укріплене під час раннього візантійського періоду між V—VII століттям н. е.
Також візантійські руїни були знайдені в районі Патіма поблизу Анжелокастро, що вказує на поселення в районі, населення якого могло використовувати укріплення на пагорбі Анжелокастро під час загрози.
Після того як Візантія втратила своє панування над південною Італією в 1071 р., Корфу став новим візантійським рубежем на Заході, який служив для відділення Візантії від ворогів на захід, зробивши острів стратегічним для Комнінів, які мали стимул будувати укріплення для захисту Корфу від частих вторгнень від Нормандського Королівства Сицилії, що спричинило постійні загрози острову.
Після захоплення Константинополя хрестоносцями в 1204 р. Корфу управляли різними правителями, включаючи деспотів Епіру, до 1267 р., коли його окупувала Анжу-Сицилійська династія.

## Анжу-Сицилійська династія
У 1272 році Джордано-ді-Сан-Феліче взяв право власності на фортецю від імені Карла I короля анжуйської держави[24]. Анжуйці утримували Корфу з 1267 по 1386 рік, і документ, пов'язаний з їх захопленням фортеці, є найдавнішим письмовим записом, що свідчить про існування замку.
У 1386 році, після насильницької смерті Неапольського короля Карла III, окупанти замку, все ще віддані Карлові, наступнику короля Неаполя Ладіслава, недовгий час чинили опір венеційському захопленню, але передача влади венеційцям відбулася практично без безкровно.

## Венеційське правління
До того, як венеційці завоювали Корфу, існували три замки, які захищали острів від нападів: Замок Кассіопі на північному сході острова, Ангелокастро, що захищав північно-західну сторону Корфу, і Гардікі на півдні острова.
У 1386 році, з відходом анжуйців, замок перейшов у власність Венеційської республіки.
Під владою Венеції Корфу захищали протягом усього періоду своєї окупації. Однак вторгнення та пов'язані з ними руйнування все ж відбувалися протягом цього часу, особливо в незахищених районах острова.
Венеційці, будучи визначною морською силою епохи, використовували Анжелокастро для моніторингу судноплавних шляхів у південній Адріатиці та Іонічному морі.
Протягом усього періоду венеційського правління замок користувався великою популярністю, оскільки забезпечував захист місцевих жителів від ворогів, таких як генуезькі пірати на заході, а також османи на сході.
У 1403 році генуезький флот на свойому шляху до Святої Землі для участі в хрестових походах, який мав близько 10 000 генуезьких найманців на чолі з французьким маршалом Жана Ле Менгре висадився у Палеокастриці. Після висадки вони взяли Анжелокастро в облогу на рік. Генуйці спалювали та грабували околиці. Потім вони спробували зайняти замок. Після шалених боїв з гарнізоном під керівництвом дворянина Корфіота вони були остаточно відбиті.

У 1406 році венеційський сенат отримав петицію представників Корфіота до Венеції, які просили, щоб посади державних чиновників на Корфу були заповнені на місцевому рівні протягом року.

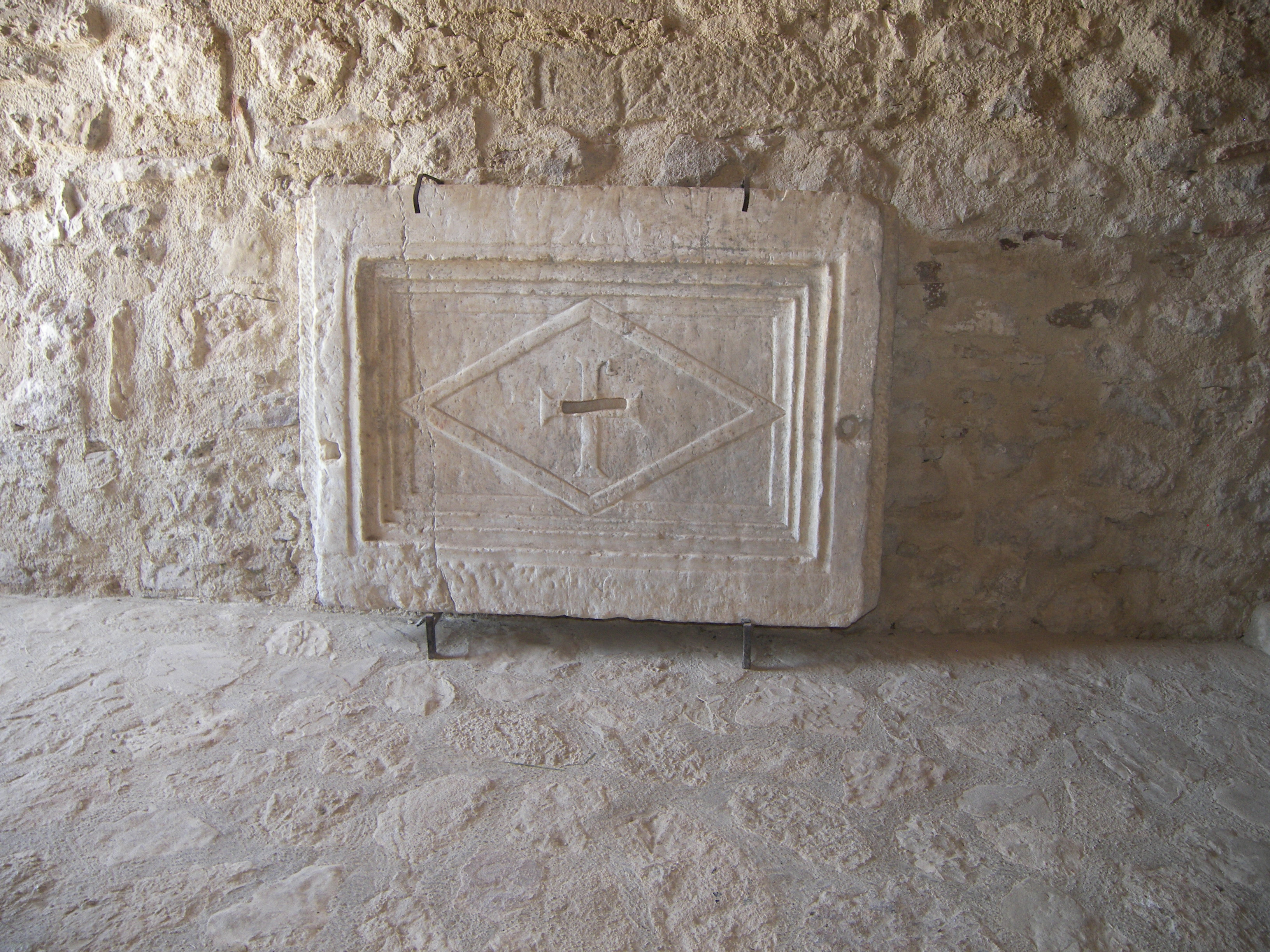
Вівтарний камінь

Через два роки, в 1408 році, Сенат відповів і повідомив місцевий уряд Корфу про те, що певні громадські посади, такі як кастелян або губернатор Анжелокастро, кастелян Порто-Ферро та інші чиновники будуть звільнені з столиці та призначені за згодою Венеції.
Пізніше представники Венеції у Керкірі погодилися на вимоги щоб кастелян Ангелокастро був призначений містом Корфу. Згодом кастелян був обраний серед дворян острова.
Інколи венеційці надавали кошти на ремонт та утримання старих сільських замків, таких як Анжелокастро, як засоби захисту селян та їхньої худоби під час загроз. Венеційці застосовували подібну політику до старих замків, розташованих у гірських хребтах північного Кіпру. На сторожовому майданчику фортеці в разі небезпеки запалювалися сигнальні вогнища, світло яких можна було побачити у великому торговому і портовому місті Керкірі.
З 1387 р. до кінця XVI століття Ангелокастро був столицею Корфу, а на початку XVI століття став резиденцією Генерала де Леванте, який був губернатором Іонічних островів, а також командиром венеціqського флоту, який був дислокувався на Корфу.

## Османські облоги

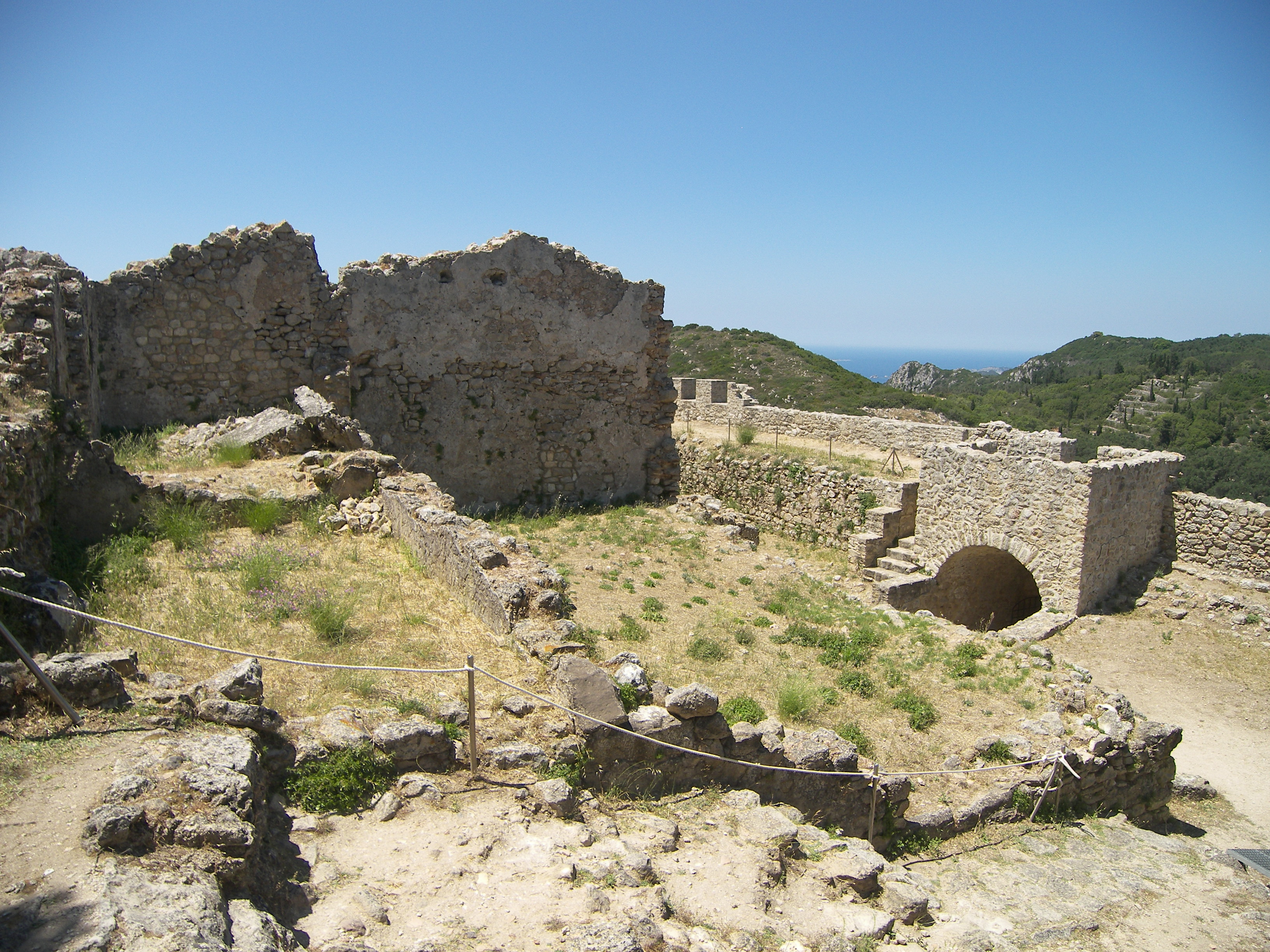
Казарми та вхід у замок

Ангелокастро зіграв важливу роль під час сприяв відбиванню османів у трьох облогах Корфу: у першій великій облозі Корфу в 1537 р., в облозі 1571 р. І в другій великій облозі Корфу в 1716 р.
У 1537 р., під час першої великої облоги Корфу, султан Сулейман I Пишний направив 25 тис. чоловік під командуванням адмірала Хайр ад-Діна Барбаросса для нападу на Корфу. Османи висадилися в бухті Говіно, нинішній Гувії, і рушили до міста Корфу, зруйнувавши село Потамос, коли вони пробиралися до міста. Старий форт, єдине укріплення міста Корфу в той період, і Ангелокастро залишились єдиними двома місцями на острові, які не залишались не захопленими османами.
Навіть у Старій фортеці в місті Корфу слабкіші верстви цивільного населення, жінок, дітей та людей похилого віку, які венеційці називали непридатними (марними), не мали права входити до форту і були змушені залишатися поза його межами стіни. Османи вбили та поневолили багатьох з них. Неприйняття людей біля воріт та їх наслідки розлютили корфіотів, які втратили віру в захист Венеції.

Коли османи напали на Ангелокастро, 3000 жителів села відступили всередину стін замку. Армія, що вторглась, була чотири рази відбита Корфіотським гарнізоном і не змогла порушити оборону замку.

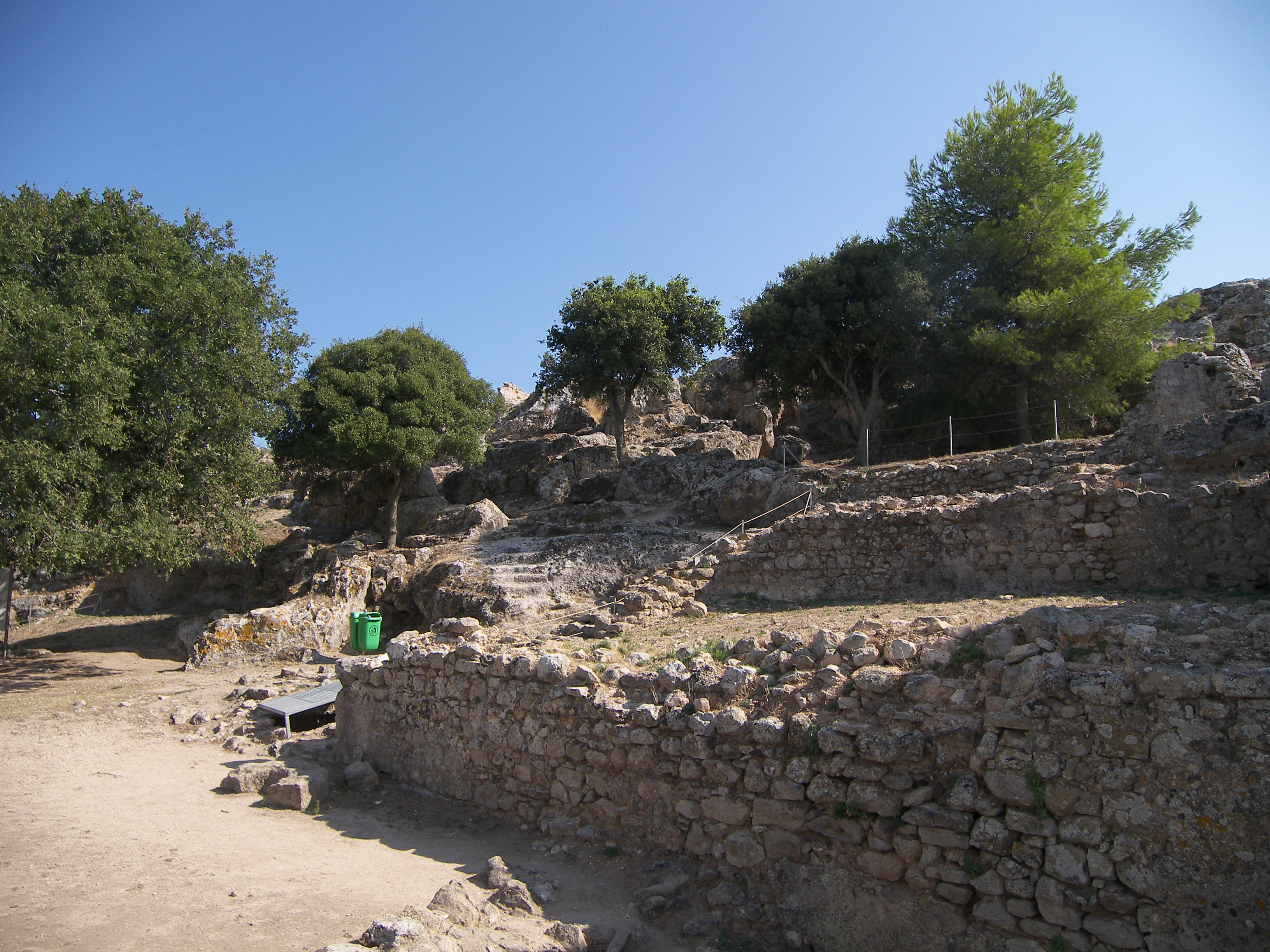
Загальний вигляд всередині замку

У описі османської навали, що міститься в історії Паоло Джовіо, опублікованій у 1555 році, автор згадує Ангелокастро з усіх інших замків Корфу, і вихваляє хоробрість його захисників. Коли османи відступали з Корфу, вони спустошили незахищені райони як міста Корфу, так і острова. Загалом близько 20 000 людей, які не змогли знайти притулок в жодному замку, були або вбиті, або забрані як раби.
У серпні 1571 року османи зробили ще одну з багатьох спроб завоювати Корфу. Захопивши Паргу та Муртос з боку грецької материкової частини, вони атакували остров Паксі, висадивши там десант. Згодом вони висадилися на південно-східному березі Корфу і встановили контроль на всій відстані від південного краю острова в Лефкімі до Іпсоса в середині Корфу в східній частині острова. Ці райони були ретельно розграбовані та спалені.
Адмірал Улуч Алі-паша був відправлений на Корфу Османською імперією в якості керівника сил вторгнення в 1571 році і розгорнув дві третини своїх людей для облоги та спроби завоювати Ангелокастро, а решта його армії напала на місто Корфу. Гарнізон Ангелокастро, до складу якого входило близько 4000 селян із прилеглих сіл, успішно чинив опір вторгненням, і османи не мали успіху у встановленні контролю над береговою частиною на північно-західному фланзі острова.

Після невдалої облоги османська армія відступила від Ангелокастро, і вони провели курс на місто Корфу через гори з метою продовження облоги міста. Гарнізон Ангелокастро розгромив їхні плани, вийшовши із замку та скинувши на них валуни, коли османи проходили через гори. Після цих подій Кіліч закінчив облогу острова, знищивши виноградники та фруктові дерева під час відступу і нарешті відправившись зі своїм флотом.

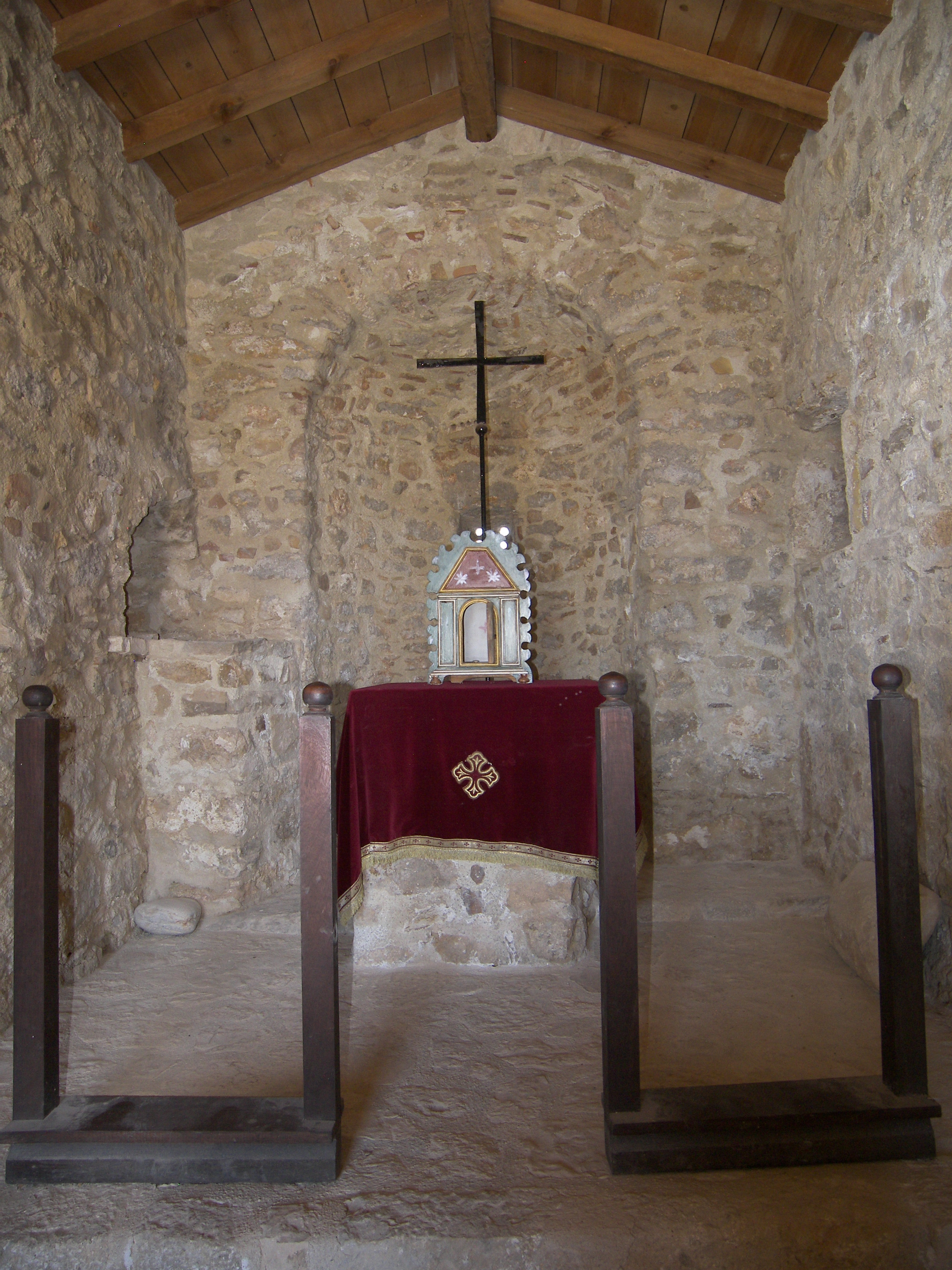
Церква Архангела Михаїла

Ці поразки османів як на міському замку на сході, так і на Ангелокастро на заході виявилися вирішальними, і османи відмовилися від своїх спроб завоювати Корфу.
В ході Сьомої османсько-венеційської війни 1714-18 років відбулася Друга велика облога Корфу. У цей період фортеця Ангелокастро опинилася в стороні від головних боїв, але давала притулок і захист жителям навколишніх районів.

## Французький та британський період
В кінці XVIII століття, коли Венеційська республіка була підкорена наполеонівською армією і припинила своє існування, фортеця Ангелокастро, як і інші укріплення острова, перейшли в руки французів. Деякий час старовинна фортеця використовувалася новими господарями як спостережний пункт, з якого переглядали підходи до острова і подавали світлові сигнали кораблям. Після завершення Наполеонівських воєн острів Корфу в складі інших Іонічних островів перейшов під протекторат Великої Британії. В період британського панування фортеця Ангелокастро, яка втратила і стратегічну важливість, і оборонні функції, була закинута і поступово перетворилася на руїни.

## Сучасний період
З появою сучасної війни значення замку зменшувалося, і поступово він став непридатним для використання за призначенням та зазнав руйнувань. Однак з 1999 р. розпочалась програма його відновлення під спільним спонсорством Міністерства культури Греції та Європейського Союзу.
Замок був закритий для громадськості для розкопок та реконструкції, починаючи з 1999 року. З 2018 року вхідний квиток коштує 2 євро. Замок закритий по середах.

## Архітектура замку

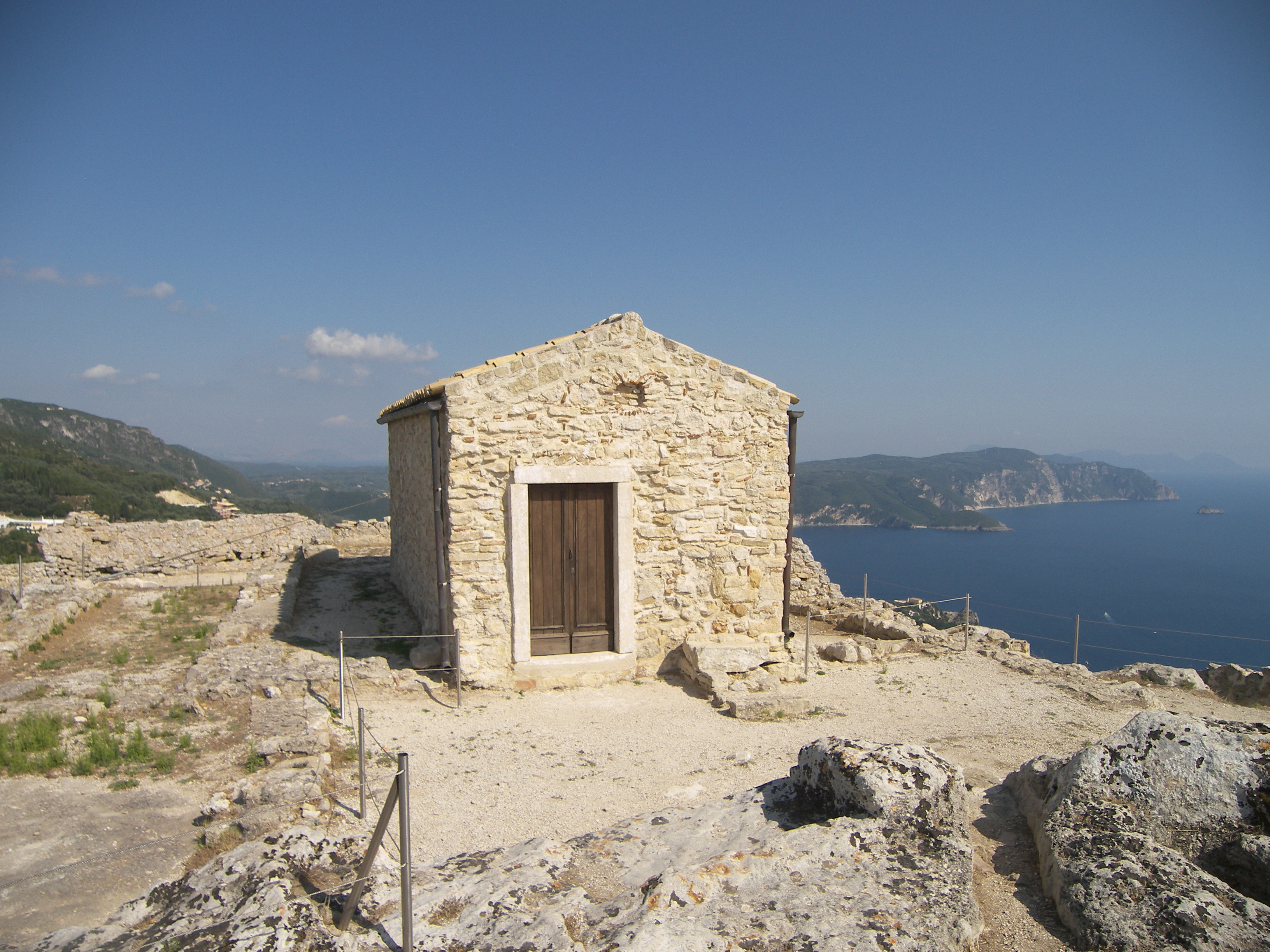
Церква в Ангелокастро

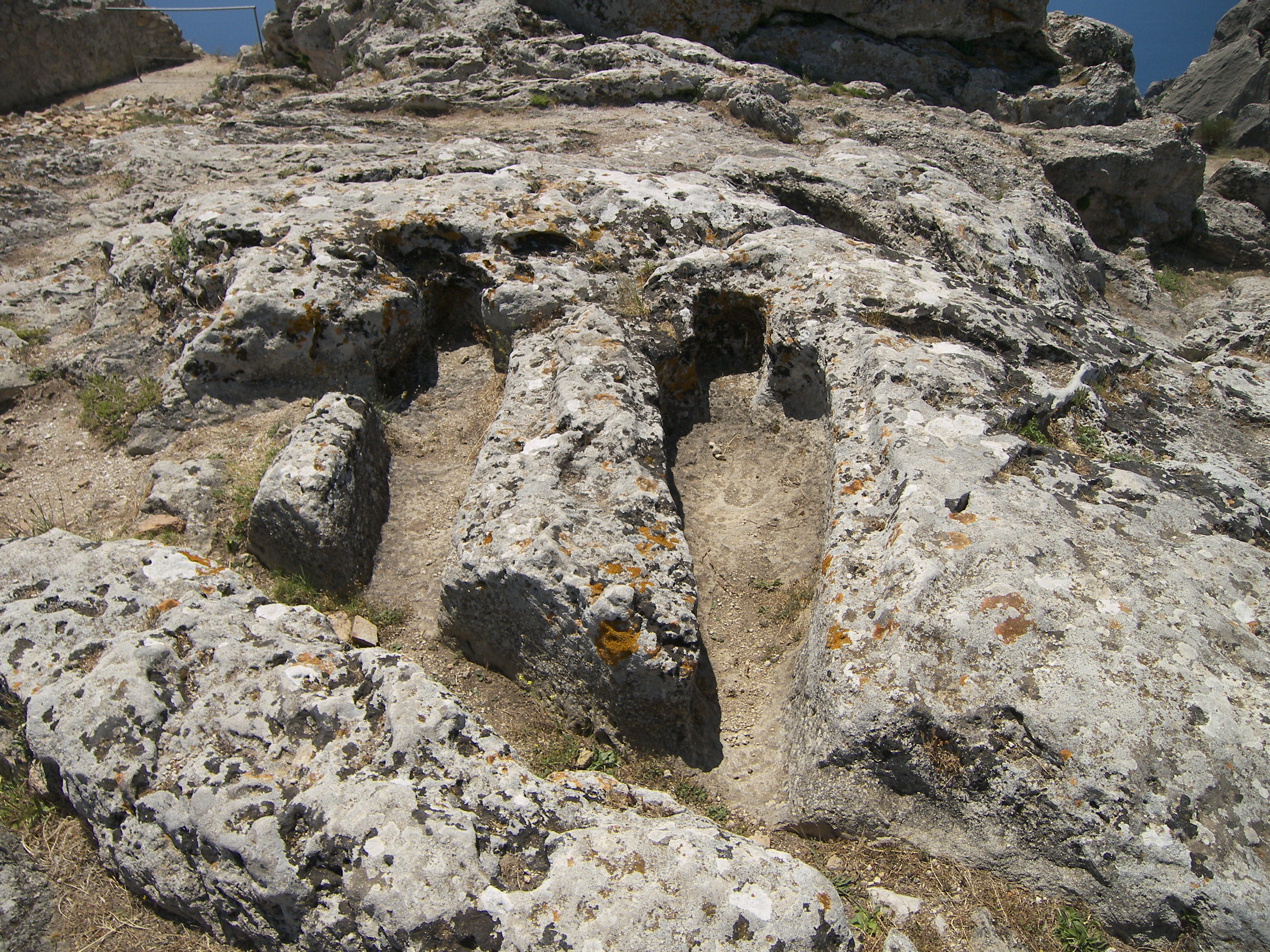
Антропоморфні могили

Ангелокастро вважається одним із найпомітніших архітектурних решток на Іонічних островах, поряд із чотирма іншими укріпленнями Корфу, такими як замок Гардікі, замок Кассіопі, та дві венеційські фортеці міста Корфу, Цитадель та Новий форт.
Західна, північно-західна та південна сторони замку захищені рельєфом, що стрімко схиляється. Його фундамент, можливо, був візантійським, але, враховуючи його розмір, включення його надзвичайного природного оточення у дизайн укріплень не є типово візантійським і слідує традиції невеликих, але практично неприступних фортець, які включають у свій дизайн видатні природні елементи.
На відміну від чисто візантійського стилю замку Гардікі, який також був побудований в єдиній формі, архітектурний стиль Ангелокастро, можливо, не був чисто візантійським і на нього могли впливати франкські чи південно-італійські архітектурні елементи, хоча деталі такого впливу не помітні сьогодні через нинішній стан розорення.

### Церква Архангела Михаїла
Церква Архангела Михаїла в Ангелокастро розташована в найвищій точці на його південній стороні та побудована на місці ранньохристиянської церкви.

### Кругла вежа
Головна брама розташована на півночі і захищена круглою вежею. Руїни навпроти головної брами утворювали приміщення гарнізону. Тут було три підземні цистерни, які постачали воду мешканцям замку.

### Антропоморфні могили

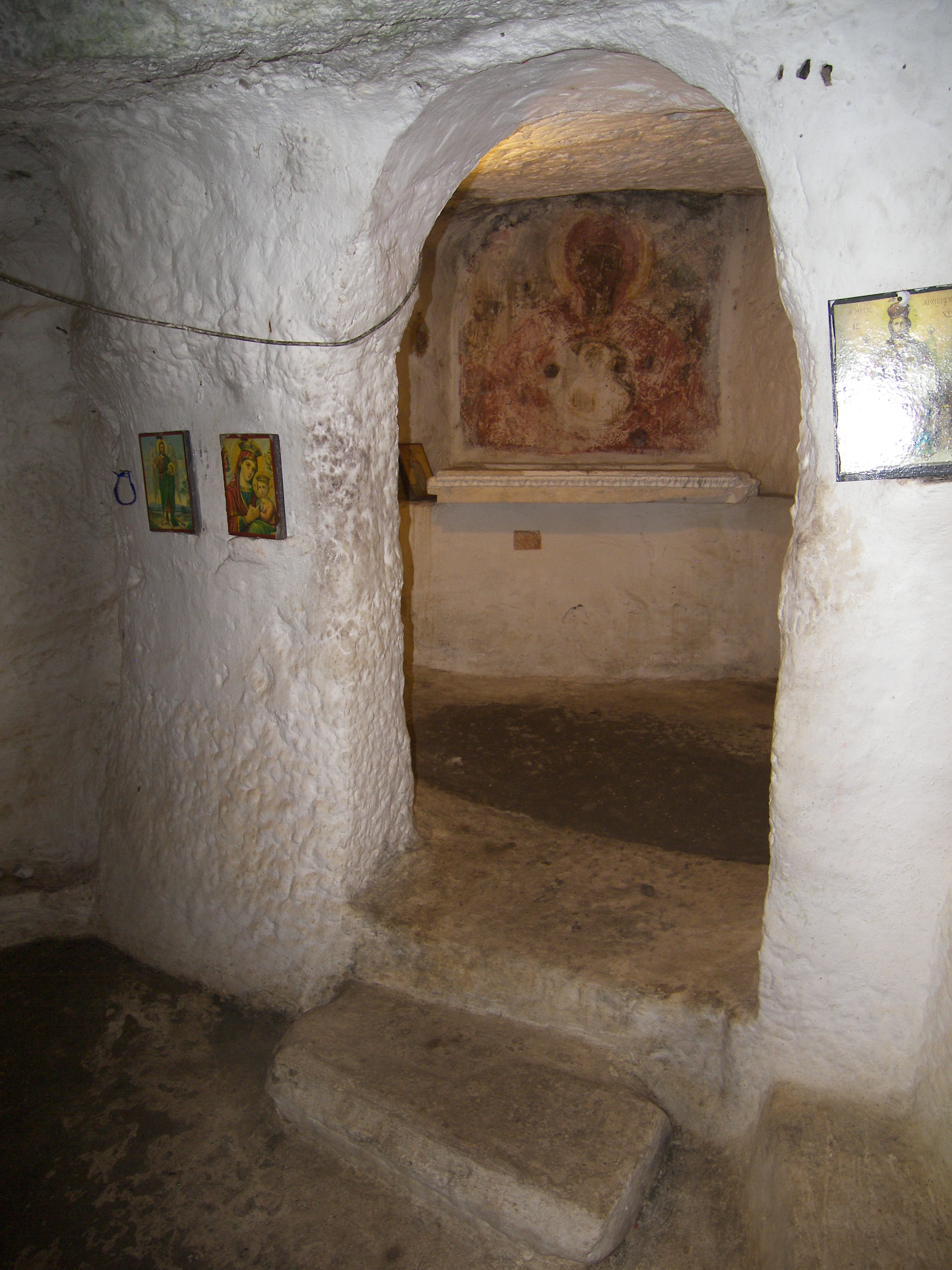
Каплиця святої Киріакі

На західній стороні є кладовище із семи могил, вирізаних зі скелі у формі людського тіла, як у саркофазі. Походження антропоморфних могил ще не визначено.

### Каплиця в скелі
На сході замку розташована крихітна каплиця, присвячена святому Киріакі, яка також служила житлом відлюднику. Каплиця була створена копанням у скельному утворенні, і загалом вона є печерою. Всередині каплиці є картини, що відносяться до XVIII століття.